# Florida (contea di Montgomery, New York)
Florida è un comune degli Stati Uniti d'America, situato nello Stato di New York, nella contea di Montgomery.